# Weberbauerocereus
Weberbauerocereus es un género de cactus, considerado intermedio entre los géneros  Trichocereus y Cleistocactus. Comprende 33 especies descritas y de estas, solo 9 aceptadas. Son nativos de Suramérica, Perú.

## Descripción
Como muchos de los grandes cactus columnares o arbóreos, el género Weberbauerocereus rara vez se cultiva y ha llamado poca atención de los investigadores. Como resultado se puede cambiar el futuro uso del nombre. Originaria de Perú, las plantas tienen tallos columnares bastante grandes,  que son o arbustivos o arbóreos (presentando un tronco definido). Los tallos tienen numerosas costillas poco profundas que son algo tuberculadas con areolas lanudas prominentes. Las espinas son numerosas y corpulentas. Las flores son en forma de embudo y de color blanco o rojizo. Los tubos florales tienen escamas y pelos, siendo mayores de 9 cm de largo. Frutos carnosos dehiscentes o indehiscentes.

## Taxonomía
El género fue descrito por Curt Backeberg y publicado en Cactaceae. Jahrbücher der Deutschen Kakteen-Gesellschaft 1941(2): 31, 75. 1942.
Etimología
Weberbauerocereus: nombre genérico que fue nombrado en honor del investigador peruano August Weberbauer. 

## Especies aceptadas
A continuación se brinda un listado de las especies del género Weberbauerocereus aceptadas hasta mayo de 2015, ordenadas alfabéticamente. Para cada una se indica el nombre binomial seguido del autor, abreviado según las convenciones y usos.	
- Weberbauerocereus churinensis F. Ritter
- Weberbauerocereus cuzcoensis Knize
- Weberbauerocereus johnsonii F. Ritter
- Weberbauerocereus longicomus F. Ritter
- Weberbauerocereus rauhii Backeb.
- Weberbauerocereus torataensis F. Ritter
- Weberbauerocereus weberbaueri (K. Schum. ex Vaupel) Backeb.
- Weberbauerocereus winterianus F. Ritter